# Denizli
Denizli je město v Turecku, v jihozápadní části Anatolského poloostrova. Má 313 000 obyvatel (odhad 2005) a je správním střediskem provincie Denizli.

## Historie
V polovině 3. století př. n. l.. seleukovský král Antiochos II. Theos nazval město Laodikeia (Λαοδικεια), stejně jako několik dalších sídel, na počest své manželky Laodiky. Zvláště na přelomu letopočtu Laodikeia, latinsky Laodicea ad Lycum, vzkvétala, coby středisko výroby jemných vlněných látek. Starověké město bylo zpustošeno zemětřesením roku 494 a osídlení se postupně přesunulo o něco dále – rozvaliny staré Laodikeie, dnes nazývané Eskihisar („starý hrad“) jsou k vidění 6 km severovýchodně od dnešního města. Roku 1070 se sem nastěhovali první Turci. Ti se nakonec dostali pod Seldžuckou vládu, ta však byla oslabena několika křížovými výpravami. Název se v turečtině měnil postupně – nejdříve byl Ladik, později Tonguzlu, Tonuzlu, Tenguzlug, Donuzlu a nakonec Denizli. V 17. století cestovatelé popsali Denizli jako město se čtyřmi branami, 57 mešitami, 7 medresami, 6 lázněmi a 3 600 domy, které je 470 stop dlouhé. Když ve 20. století Řekové obsadili Izmir, v Denizli se zformovaly první vojenské jednotky hnutí odporu.

## Památky
- Nedaleko Denizli se nachází Pamukkale - visuté, bílé travertinové útvary vytvářené stékáním vody dolů do údolí. Jsou památkou UNESCO a navštěvují je tisíce turistů.
- Pozůstatky města Hierapolis jsou k vidění 20 kilometrů severně od Denizli.
- Národní park Mount Honaz se nachází 17 kilometrů východně od Denizli.

## Partnerská města
- Almelo, Nizozemsko
- Amasya, Turecko
- Brăila, Rumunsko
- Bursa, Turecko
- Damašek, Sýrie
- Larisa, Řecko
- Mogilev, Bělorusko
- Muş, Turecko
- Pavlodar, Kazachstán
- Rhodos, Řecko
- Samara, Rusko
- Tbilisi, Gruzie
- Tokat, Turecko